# Heniochus monoceros
Espèce
Statut de conservation UICN

 LC  : Préoccupation mineure
Heniochus monoceros, communément nommé poisson-cocher masqué, heniochus cornu ou taurillon du pauvre, est un poisson osseux de petite taille appartenant à la famille des Chaetodontidae natif du bassin Indo-Pacifique. 

## Description
Le poisson-cocher masqué est un poisson de petite taille qui peut atteindre une longueur maximale de 23 cm,,.
Son corps est compressé latéralement, les premiers rayons de sa nageoire dorsale s'étirent en un filament blanc avec un liseré frontal jaune. Le corps est blanc avec deux bandes noires plus ou moins verticales. La première masquant le visage en incluant la bouche, les yeux et remontant jusqu'à la base des premiers rayons de la nageoire dorsale. Les lèvres peuvent être blanches et une petite bande blanche s'étend entre les yeux et au-dessus de ceux-ci également. Le museau étiré vers l'avant est doté d'une petite bouche protractile terminale. Une petite excroissance au niveau de l'axe du front est visible et d'où irradie une zone claire blanchâtre à jaunâtre.
La deuxième bande est noire et centrée au niveau des flancs.
Une zone jaune s'étend à partir de la bordure postérieure de la deuxième bande noire jusqu'au milieu de la nageoire anale et incluant donc au passage les nageoires dorsale et caudale. Au sein de cette zone jaune au niveau du pédoncule caudal, une tache jaune-brun de dimension variable d'un individu à l'autre se dessine.

## Distribution & habitat
Le poisson-cocher masqué est présent dans les eaux tropicales et subtropicales du bassin Indo-Pacifique soit des côtes orientales de l'Afrique à la Polynésie et du sud du Japon à la Nouvelle-Calédonie,.
Le poisson-cocher masqué apprécie les pentes récifales externes et les lagons riches en corail de 2  à   30 mètres de profondeur . 

## Biologie
Le poisson-cocher masqué vit selon les régions en couple ou en groupe, notamment sur les récifs insulaires de l'océan Indien, toujours à proximité direct du récif et se nourrit d'invertébrés benthiques,.

## Statut de conservation
L'espèce ne fait face à aucune menace importante en-dehors d'une collecte occasionnelle pour l'aquariophilie dans certaines zones géographiques, le poisson-cocher masqué est toutefois classé en "préoccupation mineure"(LC) par l'UICN.